# Дискографія Front Line Assembly
Front Line Assembly — канадський електро-індустріальний проект з Ванкуверу, що випустив шістнадцять студійних альбомів, два концертні альбоми, численну кількість синглів та компіляцій, та два саундтреки до комп'ютерних ігор. Білл Ліб як засновник та постійний учасник гурту, Майкл Балч, Ріс Фалбер та Кріс Петерсон як учасники проекту в різні періоди часу. На даний момент Джеремі Інкель та Джаред Слінгерланд є офіційними учасниками.

## Демо
| Рік  | Назва        | Примітки                                  |
| ---- | ------------ | ----------------------------------------- |
| 1986 | Nerve War    | Обмежене видання в 100 копій. Три версії. |
| 1986 | Total Terror | Обмежене видання в 100 копій.             |

## Альбоми

### Студійні альбоми
| Рік  | Деталі альбому | Примітки |
| ---- | --- | --- |
| 1987 | The Initial Command - Випущений: грудень 1987 - Лейбл: KK, ROIR, Third Mind, Cleopatra, Zoth Ommog - Формат: LP               | Перевипущений 1992 та 1997. Перевипуск 1997 містить два нових треки та змінену обкладинку альбому.                                                              |
| 1988 | State of Mind - Випущений: січень 1988 - Лейбл: Dossier, ROIR, Third Mind, Cleopatra - Формат: LP                             | Перевипущений 1998 з бонус-треком. |
| 1988 | Corrosion - Випущений: лютий 1988 - Лейбл: Third Mind, Wax Trax! - Формат: LP, CS                                             | Перевипущений як частина Convergence в 1988 та Corroded Disorder в 1995.                                                                                        |
| 1988 | Disorder - Випущений: травень 1988 - Лейбл: Third Mind, Wax Trax! - Формат: LP                                                | Перевипущений як частина Convergence в 1988 та Corroded Disorder в 1995.                                                                                        |
| 1989 | Gashed Senses & Crossfire - Випущений: 1 квітня 1989 - Лейбл: Third Mind, Wax Trax!, Roadrunner - Формат: LP, CD, CS          | |
| 1990 | Caustic Grip - Випущений: 1990 - Лейбл: Third Mind, Wax Trax!, Roadrunner - Формат: CD, LP, CS                                | |
| 1992 | Tactical Neural Implant - Випущений: 28 квітня 1992 - Лейбл: Third Mind, Apollon International, Roadrunner - Формат: CD       | Tactical Neural Implant проданий в кількості понад 70,000 копій.                                                                                                |
| 1994 | Millennium - Випущений: 1 жовтня 1994 - Лейбл: Roadrunner, Apollon International, Metal Mind - Формат: CD                     | |
| 1995 | Hard Wired - Випущений: 14 листопада 1995 - Лейбл: Off Beat, Metropolis, Energy, Black Rain - Формат: CD                      | Також виданий лімітованим дводисковим виданням. Hard Wired продано понад 50,000 копій на весь світ. Лімітоване видання з 5,000 копій було продане за два тижні. |
| 1997 | [FLA]vour of the Weak - Випущений: 3 листопада 1997 - Лейбл: Off Beat, Energy, Metropolis, Synthetic Symphony - Формат: CD    | |
| 1999 | Implode - Випущений: 26 квітня 1999 - Лейбл: Metropolis, Zoth Ommog, Energy - Формат: CD                                      | |
| 2001 | Epitaph - Випущений: 9 жовтня 2001 - Лейбл: Metropolis - Формат: CD                                                           | |
| 2004 | Civilization - Випущений: 20 січня 2004 - Лейбл: Metropolis, Synthetic Symphony - Формат: CD                                  | |
| 2006 | Artificial Soldier - Випущений: 20 червня 2006 - Лейбл: Metropolis - Формат: CD                                               | Досяг 19 місця в чарті Billboard's Top Dance/Electronic Albums.                                                                                                 |
| 2010 | Improvised Electronic Device - Випущений: 22 червня 2010 - Лейбл: Metropolis, Dependent - Формат: CD, LP, завантаження музики | Також виданий делюкс-версією з двома додатковими треками . Досяг 23 місця в чарті Billboard's Top Dance/Electronic Albums.                                      |
| 2013 | Echogenetic - Випущений: 12 липня 2013 - Лейбл: Metropolis, Dependent - Формат: CD, LP, завантаження музики                   | Досяг 19 місця в чарті Billboard's Top Dance/Electronic Albums та чарті Heatseekers.                                                                            |

### Live albums
| Рік  | Деталі альбому                                                                             | Примітки                                        |
| ---- | ------------------------------------------------------------------------------------------ | ----------------------------------------------- |
| 1989 | Live - Випущений: 1989 - Лейбл: Third Mind - Формат: LP                                    | Випущений лімітованим LP-виданням в 4000 копій. |
| 1996 | Live Wired - Випущений: 16 вересня 1996 - Лейбл: Off Beat, Metropolis, Energy - Формат: CD |                                                 |

### Компіляції
| Рік  | Деталі альбому | Примітки |
| ---- | --- | --- |
| 1988 | Convergence - Випущений: 1988 - Лейбл: Third Mind, Wax Trax! - Формат: CD, CS                                          | Компіляція з альбомів Corrosion та Disorder з деякими невипущеними треками.                                                                         |
| 1993 | Total Terror I - Випущений: 1993 - Лейбл: Cleopatra, Dossier - Формат:                                                 | CD-реліз з більшою кількістю треків з демо Total Terror та додатковими треками з 1986. Перевиданий 2004 з Total Terror II як дводискове CD-видання. |
| 1993 | Total Terror II - Випущений: 1993 - Лейбл: Cleopatra, Dossier - Формат:                                                | CD-реліз з демо-треків 1986—1987 року. Перевипущений 2004 з Total Terror I як дводискове CD-видання.                                                |
| 1995 | Corroded Disorder - Випущений: 21 листопада 1995 - Лейбл: Cleopatra, Off Beat, Energy, Synthetic Symphony - Формат: CD | Новий матеріал + треки з Corrosion та Disorder. |
| 1997 | Reclamation - Випущений: 1 жовтня 1997 - Лейбл: Roadrunner, Metal Mind - Формат: CD                                    | Збірка синглів |
| 1998 | The Singles: Four Fit - Випущений: 1998 - Лейбл: Zoth Ommog - Formats: CD                                              | Збірка з раніше випущених синглів Virus, Iceolate, Provision та Mindphaser.                                                                         |
| 1998 | Monument - Випущений: 1998 - Лейбл: Roadrunner, Metal Mind - Формат: CD                                                | Збірка синглів. |
| 1998 | Cryogenic Studios - Випущений: 1998 - Лейбл: Cleopatra, Zoth Ommog - Формат: CD                                        | Збірка треків Front Line Assembly та сайд-проектів Delerium, Equinox, Pro>Tech та Synæsthesia, частково раніше невиданих.                           |
| 1999 | Explosion - Випущений: 1999 - Лейбл: Off Beat - Формат: CD                                                             | Збірка синглів, складена з треків синглів Circuitry, Plasticity, Colombian Necktie та Comatose.                                                     |
| 2001 | Cryogenic Studio, Vol. 2 - Випущений: 2001 - Лейбл: Cleopatra - Формат: CD                                             | Збірка треків Front Line Assembly та сайд-проектів Delerium, Equinox, Pro>Tech та Synæsthesia, частково раніше невиданих.                           |
| 2004 | Complete Total Terror - Випущений: 2004 - Лейбл: Cleopatra - Формат: CD                                                | Дводискова компіляція з демо Total Terror I та Total Terror II.                                                                                     |
| 2005 | The Best of Cryogenic Studio - Випущений: 2005 - Лейбл: Cleopatra - Формат: CD                                         | Дводискова збірка з раніше випущених треків з Cryogenic Studios та Cryogenic Studio, Vol. 2.                                                        |

### Ремікс-альбоми та EP
| Рік             | Деталі | Примітки                                                                                                  |
| --------------- | --- | --- |
| 1996            | The Remix Wars: Strike 2 - Випущений: 1996 - Лейбл: Off Beat, Cleopatra - Формат: CD                       | Ремікс-колаборація з Die Krupps.                                                                          |
| 1998            | Re-wind - Випущений: 17 серпня 1998 - Лейбл: Off Beat, Metropolis, Energy, Synthetic Symphony - Формат: CD | Дводисковий альбом з реміксами на треки з альбому [FLA]vour of the Weak.                                  |
| 2007            | Fallout - Випущений: 24 квітня 2007 - Лейбл: Metropolis - Формат: CD                                       | Спочатку оголошене як EP. Випущено як альбом з трьома раніше невипущеними треками та дев'ятьма реміксами. |
| 13 травня, 2014 | Echoes - Випущений: 13 травня 2014 - Лейбл: Metropolis - Формат: CD, LP, завантаження музики               | |

### Саундтреки
| Рік  | Деталі                                                                                                  | Примітки                                                 |
| ---- | --- | -------------------------------------------------------- |
| 2000 | Quake III: Team Arena - Випущений: 18 грудня 2000                                                       | Саундтрек для Quake III Arena. Співпраця з Sonic Mayhem. |
| 2012 | AirMech - Випущений: 13 листопада 2012 - Лейбл: Metropolis, Dependent - Формат: CD, завантаження музики |                                                          |

## Сингли
| Назва                     | Рік  | Альбом                       | Лейбл                          | Примітки                                                |
| ------------------------- | ---- | ---------------------------- | ------------------------------ | ------------------------------------------------------- |
| Digital Tension Dementia  | 1988 | Gashed Senses & Crossfire    | Third Mind, Wax Trax!          | Досяг 45 місця в чарті Billboard's Hot Dance Club Songs |
| No Limit                  | 1989 | Gashed Senses & Crossfire    | Third Mind, Wax Trax!          |                                                         |
| Iceolate                  | 1990 | Caustic Grip                 | Third Mind, Wax Trax!          | Сингл тижня журналу Melody Maker                        |
| Provision                 | 1990 | Caustic Grip                 | Third Mind, Wax Trax!          | Сингл тижня журналу Melody Maker                        |
| Virus                     | 1991 |                              | Third Mind, Wax Trax!          | Позаальбомний сингл з записів до Caustic Grip.          |
| Mindphaser                | 1992 | Tactical Neural Implant      | Third Mind                     |                                                         |
| The Blade                 | 1992 | Tactical Neural Implant      | Third Mind                     |                                                         |
| Millennium                | 1994 | Millennium                   | Roadrunner                     |                                                         |
| Surface Patterns          | 1995 | Millennium                   | Roadrunner                     |                                                         |
| Circuitry                 | 1995 | Hard Wired                   | Off Beat, Metropolis           |                                                         |
| Plasticity                | 1996 |                              | Off Beat, Metropolis           | Позаальбомний сингл з записів Hard Wired.               |
| Colombian Necktie         | 1997 | [FLA]vour of the Weak        | Off Beat, Metropolis, Energy   |                                                         |
| Comatose                  | 1998 | [FLA]vour of the Weak        | Off Beat, Metropolis           |                                                         |
| Prophecy                  | 1999 | Implode                      | Metropolis, Zoth Ommog, Energy |                                                         |
| Fatalist                  | 1999 | Implode                      | Metropolis, Zoth Ommog, Energy |                                                         |
| Everything Must Perish    | 2001 | Epitaph                      | Metropolis                     |                                                         |
| Maniacal                  | 2003 | Civilization                 | Metropolis                     | Досяг 15 місця в Billboard's Hot Dance Singles          |
| Vanished                  | 2004 | Civilization                 | Metropolis                     |                                                         |
| Shifting Through the Lens | 2010 | Improvised Electronic Device | Dependent, Metropolis          |                                                         |
| Angriff [Remix]           | 2010 | Improvised Electronic Device | Dependent, Metropolis          |                                                         |

## Кліпи
| Назва         | Рік  | Альбом                       | Лейбл      | Директор(и)               | Продюсер(и)                                                 | Примітки                                       |
| ------------- | ---- | ---------------------------- | ---------- | ------------------------- | ----------------------------------------------------------- | ---------------------------------------------- |
| Body Count    | 1988 | Disorder                     | Third Mind | Тод Тейлор                | Third Mind Records                                          |                                                |
| Iceolate      | 1990 | Caustic Grip                 | Third Mind | Ерік Хойер                | H-Gun Labs, Chicago                                         |                                                |
| Virus         | 1991 | -                            | Third Mind | Джим ван Беббер, Білл Ліб | Plasma, Gary Blair Smith                                    | Позаальбомний сингл з записів до Caustic Grip. |
| Mindphaser    | 1992 | Tactical Neural Implant      | Third Mind | Роберт Лі                 | Plasma, Gary Blair Smith                                    |                                                |
| The Blade     | 1992 | Tactical Neural Implant      | Third Mind | Білл Моррісон             | Dean English                                                |                                                |
| Laughing Pain | 1992 | -                            | Third Mind | Род Чонг, Білл Моррісон   | Род Чонг, Білл Моррісон                                     | Позаальбомний трек з синглу The Blade.         |
| Millennium    | 1994 | Millennium                   | Roadrunner | Ерік Циммерман            | Лара Шварц                                                  |                                                |
| Plasticity    | 1996 | -                            | Metropolis | Род Чонг                  | Reallife, Ulf Buddensieck                                   | Позаальбомний трек з записів до Hard Wired.    |
| Epitaph       | 2001 | Epitaph                      | Metropolis | Білл Моррісон             | Білл Моррісон                                               |                                                |
| Angriff       | 2010 | Improvised Electronic Device | Dependent  | Хенрік Боєр               | Білл Ліб, Кріс Петерсон, Джеремі Інкель, Джаред Слінгерланд |                                                |